# Gustaf Adolph Leyonmarck
Gustaf Adolph Leyonmarck (ätten Leijonmarck), född 6 september 1734 på Finsta i Uppland, död 4 maj 1815 i Stockholm, var en svensk ämbetsman främst verksam inom bergväsendet. Han var sonson till Sven Leijonmarck och far till John Adolf Leyonmarck.

## Biografi
Gustaf Adolf Leijonmarck var son till sekreteraren Sven Johan Leijonmarck och Elisabeth Malmgren, borgmästardotter från Nyköping, samt sonson till Sven Leijonmarck.
Han blev student vid Uppsala universitet 1747. Han studerade juridik, matematik och naturvetenskap för bergsexamen, som han avlade 1754. Samma år inträdde han som tjänsteman i Bergskollegium, där han gick graderna och 1778 blev bergsråd samt 1805 
vice president. 
Han utförde även en mängd undersökningar angående skogs- och gruvväsendet, vilka ej direkt tillhörde hans tjänsteåliggande, samt verkade som ledamot i kommittéer och styrelser (till exempel 1803 års kommitté för utarbetande av förslag till pensionsinrättning för civilstaten).
I yngre dagar deltog Leyonmarck i riksdagsförhandlingarna och var särskilt vid riksdagen 1771-72 ett av hattpartiets bästa stöd. Flera av hans memorial trycktes och åtskilliga av honom författade algebraiska uppsatser publicerades i Vetenskapsakademiens handlingar, av vilket samfund han var ledamot alltsedan 1773.
1802 utkom han med en svensk översättning av den danska Betraktelser öfver Christendomen.
Leijonmarck var gift med stiftsfröken Brita Sophia Jennings, dotter till John Jennings. Deras son var John Adolf Leyonmarck.